# Александровка (Щербактинський район)
Алекса́ндровка (каз. Александровка) — село у складі Щербактинського району Павлодарської області Казахстану. Адміністративний центр Александровського сільського округу.
Населення — 562 особи (2021; 853 у 2009, 955 у 1999, 1204 у 1989).
Національний склад станом на 1989 рік:
- росіяни — 46 %
- казахи — 27 %